# Marden, West Sussex
Marden är en parish i Storbritannien.   Den ligger i grevskapet West Sussex och riksdelen England, i den södra delen av landet, 80 km sydväst om huvudstaden London. Arean är 6,6 kvadratkilometer.
Terrängen i Marden är platt.